# Carlos Villarias
Carlos Villarias (* 7. Juli 1892 in Córdoba; † 27. April 1976 in Los Angeles) war ein spanisch-US-amerikanischer Filmschauspieler.

## Leben
In den 1930er bis 1950er Jahren wirkte Villarias in über 80 Kinoproduktionen aller Genres mit. Seinen ersten Film drehte er 1930 unter der Regie von Richard Harlan mit dem Titel El Valiente. In den Credits taucht er manchmal auch als Carolos Villarias oder Carlos Villar auf.
Internationales Ansehen erlangte Villarias durch seine Darstellung der Titelrolle in der 1931 in Hollywood gedrehten, spanischen Version des Universal-Klassikers Dracula unter der Regie von George Melford. Die amerikanische Filmindustrie hatte damals einen starken Absatzmarkt in den spanischsprechenden Ländern (vor allem in Lateinamerika), die Technik der Synchronisation stand aber noch nicht zur Verfügung. Deswegen produzierten die Universal Pictures parallel zu ihrer amerikanischen Dracula-Fassung (mit Bela Lugosi in der Hauptrolle) in den gleichen Kulissen und mit den gleichen Requisiten eine spanische Variante, in der Villarias die Hauptrolle übernahm. In Fachkreisen wird die Qualität dieser spanischen Version längst dem Lugosi-Original vorgezogen. Lupita Tovar, die die weibliche Hauptrolle spielte, erinnerte sich in einem Fernsehinterview in den 1990er Jahren, dass Villarias und das Filmteam tagsüber die Dreharbeiten des Lugosi-Films beobachteten, um es bei ihrem eigenen Dreh während der Nacht besser zu machen.
Der internationale Durchbruch blieb Villarias aber trotz seiner großen schauspielerischen Leistungen in Dracula versagt. Sein Film wurde nur einem verhältnismäßig kleinen Publikum gezeigt, während sein amerikanischer Kollege Lugosi zu Weltruhm gelangte. Außerdem galt diese Version über Jahrzehnte als verschollen und tauchte erst in den 1990er Jahren wieder auf.
Villarias beendete seine Filmkarriere 1956, blieb aber in seiner Wahlheimat Amerika und starb zwanzig Jahre später im Alter von 84 Jahren.

## Filmografie (Auswahl)
- 1917: El pobre Valbuena
- 1930: El cuerpo del delito
- 1931: Drácula
- 1935: Stadt an der Grenze (Bordertown)
- 1935: Goin’ to Town
- 1937: Diaz der Stierkämpfer (¡Ora Ponciano!)
- 1946: María Magdalena, pecadora de Magdala
- 1948: Reina de reinas: La Virgen María
- 1950: Der schwarze Jack (Black Jack)
- 1953: Boccaccios große Liebe (Decameron Nights)